# The Championship at Laguna National
The Championship was de laatste editie van het Ballantine's Kampioenschap, een golftoernooi dat deel uitmaakte van de Europese PGA Tour en de Aziatische PGA Tour. Het evenement vond van 1 tot 4 mei 2014 plaats op de Master Course van de Laguna Golf & Country Club in Singapore.
Er deden 156 spelers mee, waarvan 20 Koreanen. Het prijzengeld was US$ 1.500.000. De televisie zond het toernooi in 60 landen uit.

## Verslag
De par van de baan is 72.

### Ronde 1
Panuphol Pittayarat maakte een ronde met negen birdies en ging aan de leiding. Grégory Bourdy, Scott Jamieson en Arnond Vongvanij,  deden dat ook maar hadden wat ontsierende bogey's op hun kaart staan. Beste Koreaan was  Byung-jun Kim. De laatste 18 spelers konden hun ronde niet afmaken wegens invallende duisternis.

### Ronde 2
Anders Hansen werd vier maanden geleden aan zijn pols geopereerd en dit is sindsdien zijn vierde toernooi. Hij speelde in de tweede partij, maakte een ronde van -6 en ging aan de leiding. Enkele minuten later kwam Scott Hend met -7 binnen en nam de leiding over. Beiden werden 's middags ingehaald door Pittayarat. BJ Kim maakte een ronde van +4 en zakte naar de 61ste plaats; hij haalde de cut maar werd laer gediskwalificeerd. De beste Koreaan werd Seuk-hyun Baek.

### Ronde 3
Na ronde 3 stond Pittayarat nog steeds aan de leiding, maar hij moest de eerste plaats delen met Anders Hansen. Robert-Jan Derksen maakte weer een ronde van -5 voor een totaal van -14, en deelde de 3de plaats met Lipsky. Acht van de 25  Koreanen haalden de cut.

### Ronde 4
Felipe Aguilar speelde voor de tweede keer in carrière een ronde van 62. De eerste keer was in 2008 tijdens ronde 2 van het Indonesian Open, dat hij uiteindelijk won, de tweede keer was tijdens de laatste ronde op Laguna National, waardoor hij ook hier op de eerste plaats eindigde. Derksen had een slechte ronde, Baek bleef de beste Koreaan. 
- Scores

| Naam                | R2D | ATR | OWGR | Score R1 | Score R1 | Nr  | Score R2 | Score R2 | Totaal | Nr  | Score R3 | Score R3 | Totaal | Nr  | Score R4 | Score R4 | Totaal | Nr  |
| ------------------- | --- | --- | ---- | -------- | -------- | --- | -------- | -------- | ------ | --- | -------- | -------- | ------ | --- | -------- | -------- | ------ | --- |
| Felipe Aguilar      | 147 | =   | 209  | 65       | -7       | T6  | 67       | -5       | -12    | T2  | 72       | par      | -12    | T7  | 62       | -10      | -22    | 1   |
| Anders Hansen       | 99  | =   | 192  | 67       | -5       | T17 | 66       | -6       | -11    | T5  | 67       | -5       | -16    | T1  | 67       | -5       | -21    | T2  |
| David Lipsky        | =   | 42  | 595  | 64       | -8       | T2  | 68       | -4       | -12    | T2  | 70       | -2       | -14    | T3  | 65       | -7       | -21    | T2  |
| Panuphol Pittayarat | =   | =   | 451  | 63       | -9       | 1   | 68       | -4       | -13    | 1   | 69       | -3       | -16    | T1  | 74       | +2       | -14    | T11 |
| Seuk-hyun Baek      | =   | =   | 194  | 66       | -6       | T12 | 67       | -5       | -11    | T5  | 72       | par      | -11    | T11 | 69       | -3       | -14    | T11 |
| Robert-Jan Derksen  | 79  | =   | 227  | 68       | -4       | T26 | 67       | -5       | -9     | T10 | 67       | -5       | -14    | T3  | 75       | +3       | -11    | T24 |
| Scott Hend          | 90  | 19  | 129  | 67       | -5       | T17 | 65       | -7       | -12    | T2  | 73       | +1       | -11    | T11 | 72       | par      | -11    | T24 |
| Scott Jamieson      | 120 | =   | 155  | 64       | -8       | T2  | 71       | -1       | -9     | T10 | 74       | +2       | -7     | T39 | 74       | +2       | -5     | T54 |
| Quincy Quek         | =   | =   | 732  | 64       | -8       | T2  | 74       | +2       | -6     | T34 | 72       | par      | -6     | T50 | 77       | +5       | -1     | 70  |
| Byung-jun Kim       | =   | =   | 1529 | 64       | -8       | T2  | 76       | +4       | -4     | DQ  |          |          |        |     |          |          |        |     |

| Leider |  | Toernooirecord |  | MC = missed cut = cut gemist |  | R2D |  | ATR=Asian Tour Ranking |  | OWGR |  | DQ = disqualified |

## Spelers
| Europese/Challenge Tour - Matthew Baldwin - Seve Benson - Richard Bland - Kristoffer Broberg - Jorge Campillo - Robert-Jan Derksen - Chris Doak - David Drysdale - Mark Foster - Ricardo Gonzalez - JB Hansen - Søren Hansen - Tyrrell Hatton - Grégory Havret - Scott Jamieson - Roope Kakko - Sihwan Kim - Søren Kjeldsen - Jbe' Kruger - Peter Lawrie - Craig Lee - Thomas Levet - Alexander Levy - Gareth Maybin - Damien McGrane - Edoardo Molinari - Matthew Nixon - Adrian Otaegui - John Parry - Andrea Pavan - Eddie Pepperell - Victor Riu - Robert Rock - Jeev Milkha Singh - Lee Slattery - Graeme Storm - Andy Sullivan - Simon Thornton - Anthony Wall - Peter Whiteford | Aziatische Tour - Seuk-hyun Baek - Scott Barr - Gunn Charoenkul - S.S.P Chowrasia - Javier Colomo - Sam Cyr - Adilson Da Silva - Andrew Dodt - Nicholas Fung - Rahil Gangjee - Joonas Granberg - Berry Henson - Jazz Janewattananond - Pariya Junhasavasdikul - Rikard Karlberg - Rashid Khan - Jason Knutzon - Antonio Lascuna - Richard T Lee - Wen-tang Lin - David Lipsky - Wei-chih Lu - Mardan Mamat - Prom Meesawat - Chapchai Nirat - Wade Ormsby - Unho Park - Mithun Perera - Chinnarat Phadungsil - Carlos Pigem - Terry Pilkadaris - Panuphol Pittayarat - Chawalit Plaphol - Kieran Pratt - Angelo Que - Jyoti Randhawa - Boonchu Ruangkit - Digvijay Singh - Matt Stieger - Namchok Tantipokhakul - Chi-huang Tsai - Arnond Vongvanij | Singapore PGA 1. Zaw Moe 2. Quincy Quek 3. Chih-Bing Lam 4. Deng Shan Koh 5. Lam Zhiqun 6. Eng-Wah Poh Zuid-Koreaanse PGA 1. Sung-hoon Kang 2. Bi-o Kim 3. Dae-hyun Kim 4. Hyung-tae Kim #404 5. Byung-jun Kim 6. Joon-eob Son 7. Soon-sang Hong 8. Chang-Yoon Kim 9. Ki-sang Lee 10. Do-hoon Kim 11. Tae Hoon Kim 12. Matthew Griffin 13. In-hoi Hur 14. In-Woo Lee 15. Joo-yeob Baek 16. Gi-whan Kim 17. Joong-kyung Mo 18. Dong-seop Maeng 19. Tae-hee Lee 20. Heung-chol Joo | Invitaties - Todd Baek - Seong-ho Lee - Lucas Bjerregaard - Richard Finch - Nick Dougherty - Phillip Price - Johan Edfors |

 South African Open Championship ·
 Alfred Dunhill Championship ·
 Nedbank Golf Challenge ·
 Hong Kong Open ·
 Nelson Mandela Championship ·
 Volvo Golf Champions ·
 Abu Dhabi Golf Championship ·
 Commercialbank Qatar Masters ·
 Dubai Desert Classic ·
 Joburg Open ·
 Africa Open ·
 WGC-Accenture Match Play Championship ·
 Tshwane Open ·
 WGC-Cadillac Championship ·
 Trophée Hassan II ·
 EurAsia Cup ·
 NH Collection Open ·
 The Masters ·
 Maybank Malaysian Open ·
 Volvo China Open ·
 The Championship at Laguna National ·
 Madeira Islands Open ·
 Open de España ·
 BMW PGA Championship ·
 Nordea Masters ·
 Lyoness Open ·
 US Open ·
 Iers Open ·
 BMW International Open ·
 Open de France ·
 Scottish Open ·
 The Open Championship ·
 M2M Russian Open ·
 WGC-Bridgestone Invitational ·
 US PGA Championship ·
 Made in Denmark ·
 D+D Real Czech Masters ·
 Italiaans Open ·
 European Masters ·
 KLM Open ·
 Wales Open ·
 Ryder Cup ·
 Alfred Dunhill Links Championship ·
 Portugal Masters ·
 Volvo World Match Play Championship ·
 Perth International ·
 BMW Masters ·
 WGC-HSBC Champions ·
 Turks Open ·
 Dubai World Championship
2010 · 2011 · 2012 · 2013 · 2014